# Comtat de Järva
El comtat de Järva (estonià Järvamaa) és un dels comtats en què es divideix Estònia. La seva capital és Paide. Segons cens de 2021 compta amb una població de 29.697 habitants distibuïts en uns superfície de 2,684 km2.

## Govern Comtat
El govern del comtat (estonià: Maakonnavalitsus) és dirigit per un governador (en estonià: maavanem), que és nomenat pel govern d'Estònia per un termini de cinc anys.

## Municipis
El comtat se sotsdivideix en municipalitats, i hi ha un municipi urbà (en estonià: linn - ciutat) i 11 municipis rurals (en estonià: vallad - comunes).

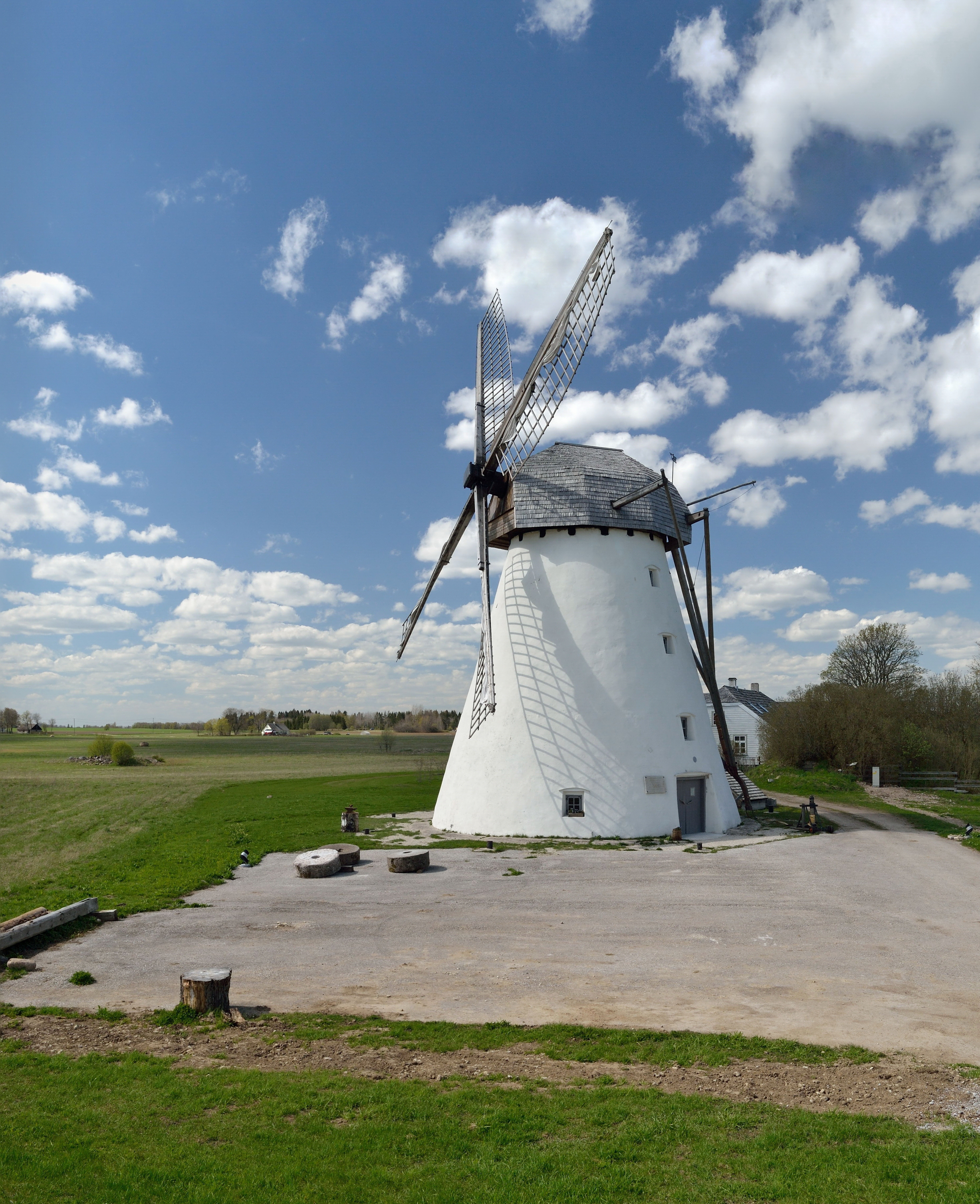
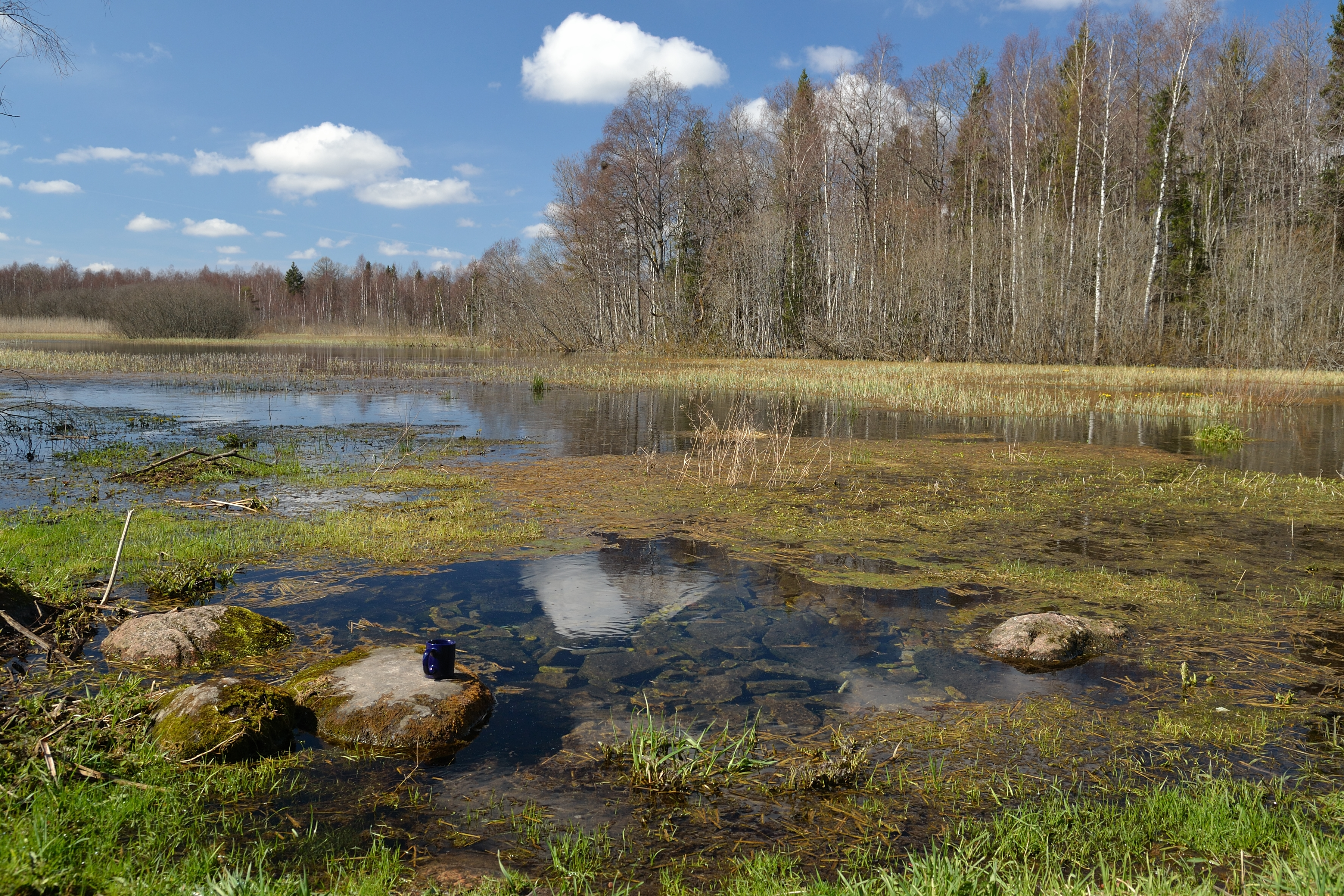
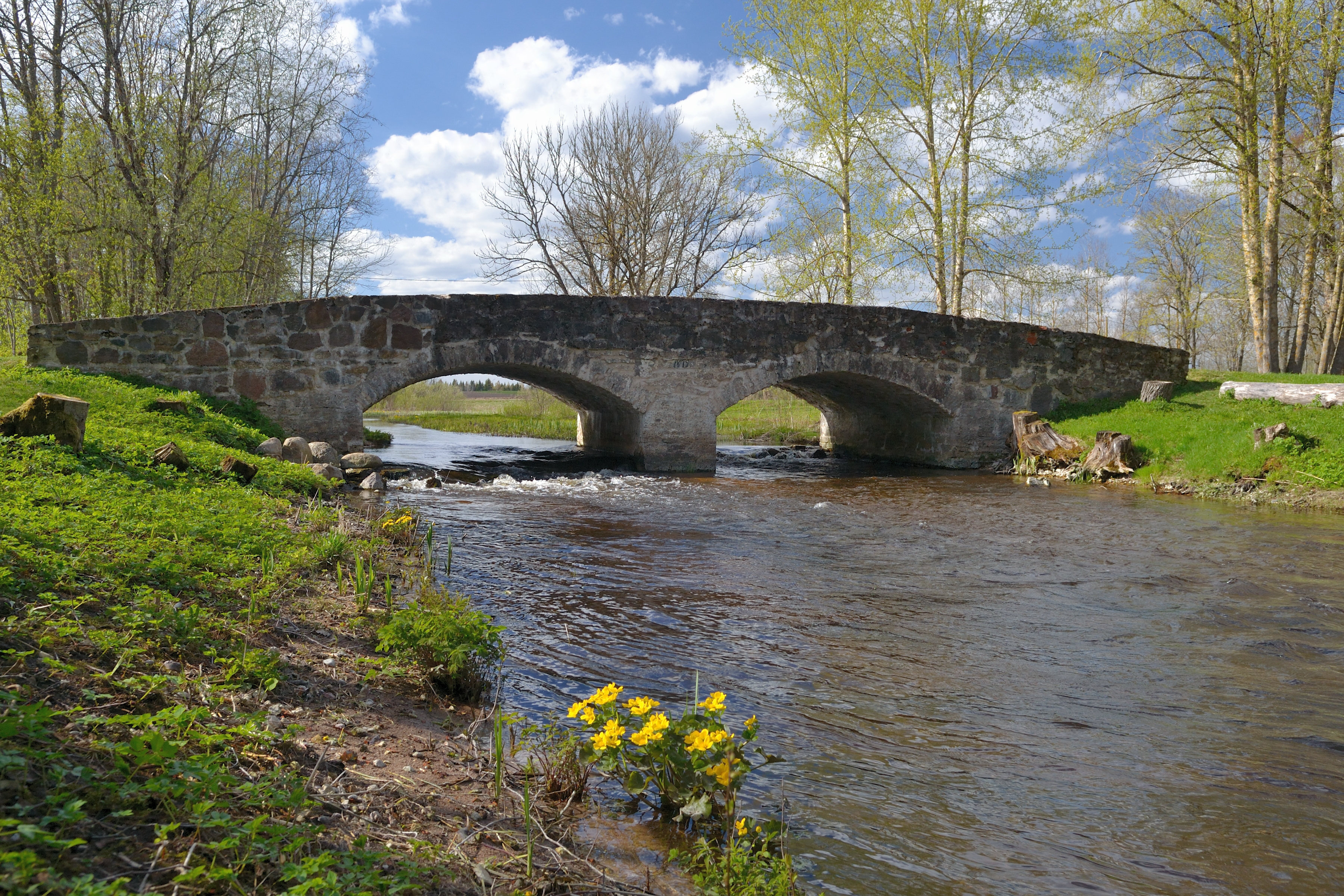
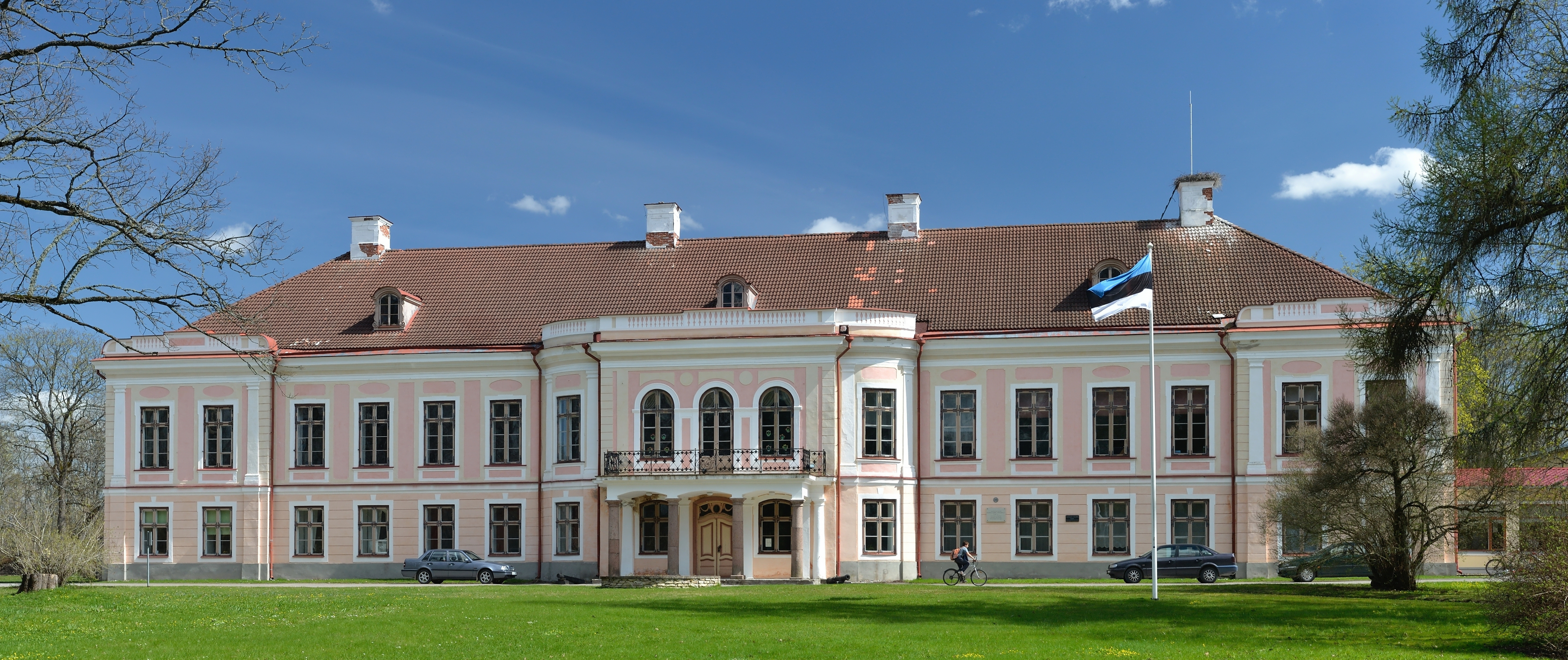

Municipis urbans:
- Paide

Municipis rurals:
- Albu
- Ambla
- Imavere
- Järva-Jaani
- Kareda
- Koeru
- Koigi
- Paide
- Roosna-Alliku
- Türi
- Väätsa